# Axoporidae
Axoporidae is een uitgestorven familie van neteldieren uit de klasse van de Hydrozoa (hydroïdpoliepen).

## Geslacht
- Axopora Milne Edwards & Haime, 1850 †